# Bilbao Arena
El Bilbao Arena o Palau d'Esports de Bilbao, és un recinte esportiu situat en el barri de Miribilla de Bilbao (Biscaia).
El palau té una pista central amb una capacitat de 10.014 espectadors, escenari en el qual l'equip de basquet Bilbao Basket disputa els seus partits com a local. La pista pot acollir tot tipus d'espectacles. Les instal·lacions del palau es completen amb piscines i gimnasos per a ús dels veïns de Miribilla. L'edifici va ser guardonat per "Arch Daily" com a l'edifici esportiu de l'any 2011.